# Premi a l'MVP de l'ACB
El MVP de l'ACB o Premi al Millor Jugador de la Lliga ACB és un premi que va començar a donar-se per part de l'Asociación de Clubs de Baloncesto (ACB) a la temporada 1991-1992. Des d'aleshores, quatre jugadors han aconseguit el guardó en més d'una ocasió: Darryl Middleton (3 cops), Arvydas Sabonis, Tanoka Beard i Luis Scola. Dos jugadors catalans l'han guanyat: Juan Carlos Navarro i Marc Gasol

## Palmarés
| Any       | Jugador               | Nacionalitat         | Equip                     |
| --------- | --------------------- | -------------------- | ------------------------- |
| 1991-1992 | Darryl Middleton      | Estats Units         | Valvi Girona              |
| 1992-1993 | Darryl Middleton (2)  | Estats Units         | Caja San Fernando         |
| 1993-1994 | Arvydas Sabonis       | Lituània             | Reial Madrid              |
| 1994-1995 | Arvydas Sabonis (2)   | Lituània             | Reial Madrid              |
| 1995-1996 | Michael Anderson      | Estats Units         | Caja San Fernando         |
| 1996-1997 | Kenny Green           | Estats Units         | Taugrés                   |
| 1997-1998 | Dejan Bodiroga        | Sèrbia               | Reial Madrid              |
| 1998-1999 | Tanoka Beard          | Estats Units         | Reial Madrid              |
| 1999-2000 | Darryl Middleton (3)  | Estats Units         | Casademont Girona         |
| 2000-2001 | Lou Roe               | Estats Units         | Cabitel Gijón             |
| 2001-2002 | Tanoka Beard (2)      | Estats Units         | DKV Joventut              |
| 2002-2003 | Walter Herrmann       | Argentina            | Jabones Pardo Fuenlabrada |
| 2003-2004 | Andrés Nocioni        | Argentina            | TAU Cerámica              |
| 2004-2005 | Luis Scola            | Argentina            | TAU Cerámica              |
| 2005-2006 | Juan Carlos Navarro   | Catalunya            | FC Barcelona              |
| 2006-2007 | Luis Scola (2)        | Argentina            | TAU Cerámica              |
| 2007-2008 | Marc Gasol            | Catalunya            | Akasvayu Girona           |
| 2008-2009 | Felipe Reyes          | Espanya              | Reial Madrid              |
| 2009-2010 | Tiago Splitter        | Brasil               | Caja Laboral              |
| 2010-2011 | Fernando San Emeterio | Espanya              | Caja Laboral              |
| 2011-2012 | Andy Panko            | Estats Units         | Lagun Aro GBC             |
| 2012-2013 | Nikola Mirotic        | Espanya              | Reial Madrid              |
| 2013-2014 | Justin Doellman       | Estats Units         | València Basket           |
| 2014-2015 | Felipe Reyes (2)      | Espanya              | Reial Madrid              |
| 2015-2016 | Ioannis Bourousis     | Grècia               | Saski Baskonia            |
| 2016-2017 | Sergi Llull           | Balears              | Reial Madrid              |
| 2017-2018 | Luka Dončić           | Eslovènia            | Reial Madrid              |
| 2018-2019 | Nicolás Laprovíttola  | Argentina            | Divina Seguros Joventut   |
| 2019-2020 | Nikola Mirotić (2)    | Catalunya            | FC Barcelona              |
| 2020-2021 | Giorgi Shermadini     | Geòrgia              | Lenovo Tenerife           |
| 2021-2022 | Džanan Musa           | Bòsnia i Hercegovina | Río Breogán               |
| 2022-2023 | Giorgi Shermadini (2) | Geòrgia              | Lenovo Tenerife           |
| 2023-2024 | Facundo Campazzo      | Argentina            | Reial Madrid              |

## Més cops guardonats
| No. | Jugador           |
| --- | ----------------- |
| 3   | Darryl Middleton  |
| 2   | Arvydas Sabonis   |
| 2   | Felipe Reyes      |
| 2   | Luis Scola        |
| 2   | Tanoka Beard      |
| 2   | Nikola Mirotić    |
| 2   | Giorgi Shermadini |